# Manchete Futebol Clube do Recife
O Manchete Futebol Clube do Recife (conhecido apenas por Manchete FC e cujo acrônimo é MFC) foi uma associação esportiva brasileira fundada em 1950, com o nome de Associação Atlética das Vovozinhas por esportistas do bairro de Santo Amaro na capital pernambucana Recife, liderado pelo deputado estadual e jornalista Alcides Teixeira, que também foi seu 1º presidente.
Eventualmente era uma associação esportiva amadora até o ano de 1966, quando a equipe filiou-se a Federação Pernambucana de Futebol e se profissionalizou mudando de nome para Associação Atlética Santo Amaro. Estreou na primeira divisão do Pernambucano em 1966 e em 1981, o clube alcançou um fato histórico desde que se profissionalizou, conquistando o vice-campeonato da terceira divisão nacional.
Em 1994, é vendido para um empresario dono de uma rede farmacêutica e mudou de nome para Associação Atlética Casa Caiada. Ano seguinte após o clube passar por turbulências financeiras, é revendido e se denominou como Recife Futebol Clube, época essa onde o clube viveu um grande momento, culminando em quatro conquistas da Copa Pernambuco. Depois de passar por outra crise financeira e um rebaixamento para a segunda divisão pernambucana, o clube encerrou suas atividades em 2008, onde o clube já era conhecido posteriormente como Manchete Futebol Clube do Recife.

## História
Fundado no dia 1° de janeiro de 1950 pelo deputado estadual e jornalista, e também o seu primeiro presidente Alcides Teixeira, a Associação Atlética das Vovozinhas era um clube inicialmente amador, disputando ligas em sua região. Em 1966, o clube filia-se a Federação Pernambucana de Futebol e se profissionaliza para disputar a Primeira divisão Pernambucana. O clube mudaria de nome se intitulando como Associação Atlética Santo Amaro, como homenagem ao bairro de Santo Amaro em Recife, onde o clube tinha sede. Após disputar 14 edições do estadual, em 1981 o clube representava o estado na terceira divisão nacional, a série C. O clube até fez boa campanha no nacional, mas perdeu o título diante do clube carioca Olaria Atlético Clube.
Em 1994, o clube passou a ter problemas financeiros o que dificultava a manutenção de uma equipe profissional. Pensando em reverter a situação, os dirigentes do clube optaram por vendê-lo a um empresário dono de uma rede de farmacêutica chamada de Casa Caiada, que aproveitou a ocasião para associar diretamente a marca da empresa ao clube, fazendo com que o clube se chama-se de Associação Atlética Casa Caiada. No entanto, esta decisão não gerou resultado e o clube fora revendido, passando novamente a mudar de nome, desta vez seria chamado de Recife Futebol Club. A trajetória até certo ponto foi brilhante para o Recife, que incluiu a conquista de quatro Copa Pernambuco (1996, 1997, 2000 e 2002), o que duraria até 2004.
Após passar por uma nova crise financeira, o clube novamente mudou de nome e desta vez mudou de cidade novamente. Batizado de Manchete Futebol Clube do Recife em 2005 até os dias atuais, o clube disputaria o Pernambucano daquele ano como representante de Paulista, município importante da Mesorregião Metropolitana do Recife. Devido à pífia campanha do time no campeonato , o Manchete não conquistou a população paulistana, nem conseguiu manter o apoio da prefeitura para que continuasse a funcionar. O clube ainda chegou a disputar os campeonato da segunda divisão estadual nos anos de 2006 e 2008, mais em ambos não conseguiu passar da 1ª fase e desde então está licenciado de competições oficiais de Pernambuco, encerrando suas atividades no ano seguinte.

## Clube
O Manchete é considerado um "clube camaleão" em Pernambuco, por mudar de nome e local de sede por inúmeras vezes ao longo da história. Já esteve em Goiana, Timbaúba e Paulista. Entre 1982, 1984 a 1986, 1994 e 2005, por fazer péssimas campanhas nessas edições, por vezes o clube dividia o posto de "O pior time do Mundo" com o Íbis Sport Club, também da mesma cidade na época, Paulista. O clube tinha sede localizada na Rua Maria de Fátima Teixeira, 63, no Bairro de Santo Amaro e só disputou jogos e torneios amadores e amistosos com equipes da Primeira e Segunda Divisão até 1965.

#### Estádio
O Manchete já foi mandante em vários estádios ao longo de sua história. O primeiro deles foi o estádio  TSAP (Tecelagem de Seda e Algodão de Pernambuco) que tinha capacidade para 1.200 pessoas. O Manchete, quando esteve no município de Timbaúba, mandou seus jogos no estádio Municipal João Ferreira Lima, que tem capacidade para 3.750 pessoas. Já seu último estádio foi o Agamenón Magalhães que tem capacidade para 1.300 pessoas.

## Símbolos

### Escudo
Ao longo em que o clube mudava de nome e sede, o Manchete teve também seus escudos modificados. O que permanecia quase o mesmo, era seus uniformes.
| 1966-1994 | 1995-2005      | 2005-Presente |
|           | RFC - História |               |
| --------- | -------------- | ------------- |

Em 1966 quando o clube se profissionalizou, usava um escudo de fundo vermelho e uma faixa na diagonal em branco, com com duas iniciais A e um S e outro A na cor vermelha. Quando o clube foi revendido em 1995, no seu escudo tinha o acrônimo RFC com uma bola que vinha antes, já no seu último e atual escudo, apenas foi trocado o RFC para MFC e no nome Recife Futebol Club, deu lugar ao nome Manchete Futebol Clube do Recife.

### Uniformes
Já os uniformes, não teve muitas mudanças significativas, suas cores sempre foram o branco e o vermelho colorado.

#### Uniformes dos jogadores
| Primeiro | Segundo | Terceiro |

#### Uniformes - AA Vovozinhas
| Jogadores |

#### Uniformes - AA Santo Amaro e Casa Caiada
| Primeiro | Segundo |

## Títulos
| ESTADUAIS | ESTADUAIS                | ESTADUAIS | ESTADUAIS               |
|           | Competição               | Títulos   | Temporadas              |
| --------- | ------------------------ | --------- | ----------------------- |
|           | Copa Pernambuco          | 4         | 1996, 1997, 2000 e 2002 |
|           | Torneio Incentivo da FPF | 2         | 1979 e 1980             |

### Outras conquistas
Categoria de base
- Campeonato Pernambucano Infantil (Sub 15) : 2000
- Torneio Início Juvenil: 1975.

Futebol Master
- Copa AGAP/PE de Futebol Master 2014 , 2015

### Campanhas em destaque
- Campeonato Brasileiro Série C: Segundo Lugar (1981)
- Campeonato Pernambucano: Quarto Lugar (1978)

## Estatísticas

### Participações
| Competição | Competição              | Temporadas | Melhor campanha       | Estreia | Última | P | R |
| Pernambuco | Pernambucano            | 35         | 4º colocado (2 vezes) | 1966    | 2005   |   | 5 |
| Pernambuco | Pernambucano - Série A2 | 5          | 4º colocado           | 1977    | 2008   | 5 |   |
| Pernambuco | Copa Pernambuco         | 8          | Campeão (4 vezes)     | 1995    | 2004   |   |   |
| Brasil     | Brasileirão - Série C   | 1          | Vice-campeão (1981)   | 1981    | 1981   | – | – |

### Campanhas
| Torneio                         | Campeão                    | Vice-campeão   | Terceiro colocado | Quarto colocado |
| ------------------------------- | -------------------------- | -------------- | ----------------- | --------------- |
| Campeonato Brasileiro - Série C | 0 (não possui)             | 1 (1981)       | 0 (não possui)    | 0 (não possui)  |
| Pernambucano - Série A1         | 0 (não possui)             | 0 (não possui) | 0 (não possui)    | 2 (1978, 1997)  |
| Pernambucano - Série A2         | 0 (não possui)             | 0 (não possui) | 0 (não possui)    | 1 (1995)        |
| Copa Pernambuco                 | 4 (1996, 1997, 2000, 2002) | 0 (não possui) | 0 (não possui)    | 0 (não possui)  |

## Partidas históricas
A seguir algumas das partidas mais importantes da história do futebol colorado.
Olaria 4 a 0 Santo Amaro (25 de abril de 1981)
Esta foi a primeira partida da final do Campeonato Brasileiro - Série C de 1981. No Estádio de Marechal Hermes (Rio de Janeiro), o Santo Amaro perdeu por 4 a 0 para o Olaria, com gols de Chiquinho (13'), Zé Ica (59') e Leandro duas vezes (68' e 70'). Zé Ica, do Olaria, foi expulso. O árbitro da partida foi o baiano Nei Andrade Maia, e os times entraram com a seguinte escalação:
- Olaria: Hilton, Paulo Ramos, Pino, Marcos e Gilmar (Edvaldo), Ricardo, Lulinha e Leandro; Chiquinho, Sérgio Luís (Aurê) e Zé Ica. Técnico: Duque.
- Santo Amaro: Pimenta, Lula, Figueiroa, Moacir e Zuza; Rubem Salim, Luís Carlos e Valtinho; Savinho, Fabinho[7] e Eliel. Técnico: Rubem Salem.

Santo Amaro 1 a 0 Olaria (1 de maio de 1981)
Esta foi a segunda partida decisiva da final do Campeonato Brasileiro - Série C de 1981. Santo Amaro venceu por 1 a 0 no Arruda, com gol de Derivaldo aos 80 minutos de jogo. O árbitro da partida foi o cearense José Leandro Serpa  e os times entraram com a seguinte escalação:
- Santo Amaro: Pimenta, Lula, Moacir, Figueiroa e Zuza; Eliel, Betuca (Rubem Salim) e Luis Carlos, Savinho, Fabinho e Birino (Derivaldo). Técnico: Rubem Salem.
- Olaria: Hilton, Paulo Ramos, Salvador, Mauro e Gilcimar, Ricardo, Lulinha e Orlando; Chiquinho, Aurê (Nunes) e Leandro (Serginho). Técnico: Duque.